# Carola Williams

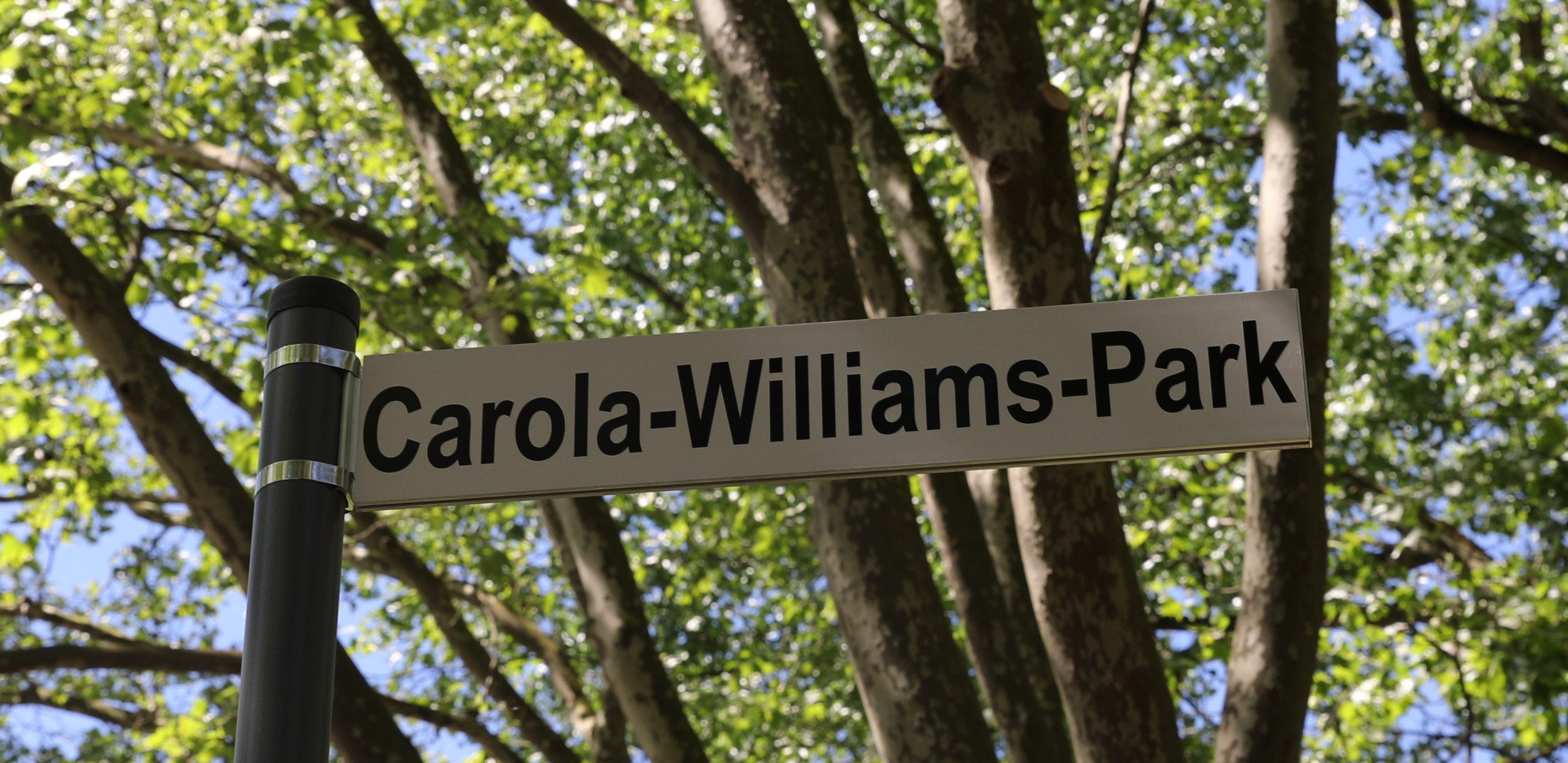
Schild des Carola-Williams-Park in Köln

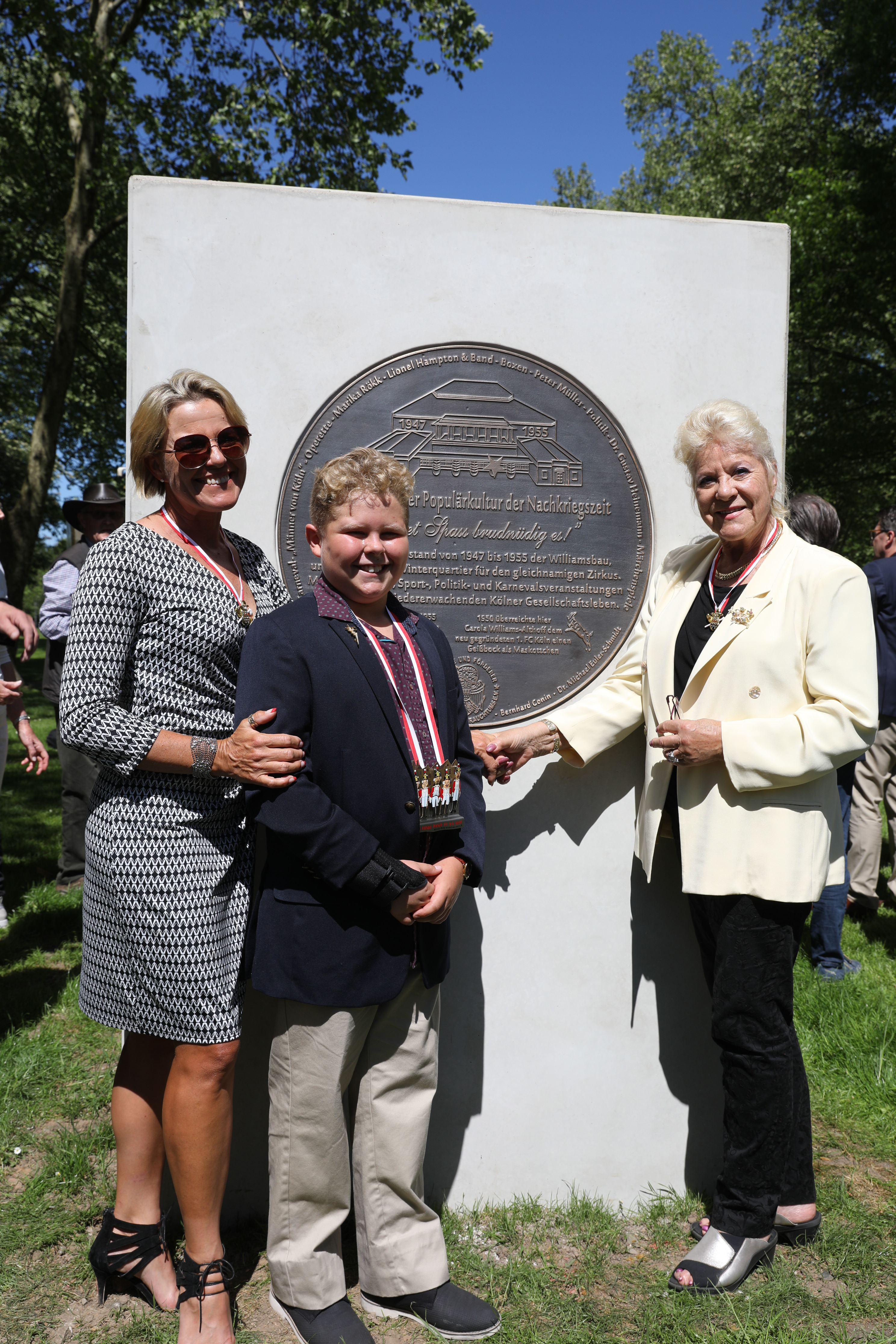
Stele im Park, die an den ehemaligen Standort des Williamsbaus erinnert: Carola Williams’ Tochter Jeanette (r.), Enkelin Caroline (l.) mit Urenkel Dominik

Carola Williams, geborene Carola Althoff, (* 1. Dezember 1903 in Bad Sassendorf; † 12. Dezember 1987 in Köln) war eine deutsche Zirkusdirektorin.

## Biographie
Carola Althoff entstammte einer Zirkusdynastie und war das älteste von acht Kindern des Zirkusdirektors Dominik Althoff (1882–1974), der 1905 den Circus D. Althoff gegründet hatte. Im Alter von drei Jahren hatte sie als „kleinste Voltigeuse der Welt“ ihr Debüt in der Manege. 1931 heiratete sie den Artisten Harry Barlay (eigentlich Reinhold Kwasnik), im selben Jahr wurde der Sohn Holdy Barlay geboren, der später als Texas-Reiter im Zirkus seiner Mutter auftrat. Gemeinsam gründete das Ehepaar sein erstes eigenes Unternehmen, den Zirkus Barlay.
Nachdem die Ehe auseinandergegangen war, kehrte Carola Barlay mit ihrem Sohn in das elterliche Unternehmen zurück, das sie gemeinsam mit ihrem Bruder Franz Althoff bis in die Jahre des Zweiten Weltkriegs hinein leitete. 1941 heiratete sie den Jockey und Tierlehrer Harry Williams (1902–1951) und bekam mit ihm drei weitere Kinder, Alfons (1940–1960), Emanuela (1945–1947) und Jeanette (* 1946).
Während der Zeit des Nationalsozialismus beschützten Carola Williams und ihre Brüder jüdische Menschen, indem sie diese etwa mit ihrem Zirkus reisen ließen, andere jüdische Zirkusfamilien, die sich im Lager befanden, unterstützten sie mit Lebensmitteln. Für dieses Engagement wurden ihr Bruder Adolf Althoff und dessen Frau Maria 1995 als Gerechte unter den Völkern geehrt. Im Krieg verlor die Familie Williams fast ihr gesamtes Hab und Gut. Trotzdem präsentierten Carola und Harry Williams schon kurz nach Kriegsende, im Juni 1945, in gemieteten Zeltanlagen die The Great Williams Circus Show. Möglich war dies auch deshalb, weil Williams einen britischen Pass besaß und deshalb von der Besatzungsbehörde diese frühzeitige Genehmigung erhielt. Im selben Jahr gebar Carola Williams ihre Tochter Emanuela, die im Alter von knapp 14 Monaten starb.
1946 ließen Carola und Harry Wiliams in Köln den halbfesten Winterbau Williamsbau (Ecke Aachener Straße/Innere Kanalstraße) errichten, mit einer Kapazität für 2500 Personen der größte Saal in der zerstörten Stadt. Dort fanden in den folgenden Jahren unter anderem Operetten-, Sport- und Karnevalsveranstaltungen statt. Eröffnet wurde er mit einem mehrmonatigen Gastspiel der Csárdásfürstin mit Marika Rökk in der Hauptrolle. 1947 mieteten die Düsseldorfer Karnevalisten das beheizte Winterzelt des Zirkus an der Erkrather Straße in Düsseldorf für ihre erste größere Karnevalssitzung.
1950 erlitt Harry Williams bei Proben zu einem römischen Wagenrennen in der Londoner Harringay Arena schwere Verletzungen und starb drei Wochen später. In der Folge stand der Witwe ihr Bruder Adolf in der Leitung des Zirkus zur Seite. 1955 wurden die Geschwister in Berlin von der Gesellschaft der Circusfreunde in Deutschland mit der erstmals vergebenen Ernst-Renz-Gedächtnis-Plakette ausgezeichnet. 1957 bezog der Circus Williams das neu erbaute Winterquartier in Köln-Mülheim. Von dort aus bereiste der Zirkus, dessen Markenzeichen das ovale Strohmeyer Chapiteau war, Deutschland und Westeuropa. 1960 starb Carola Williams’ Sohn Alfons bei einem Autounfall in Belgien. Ihre Tochter Jeanette und Adoptivsohn Günther Gebel, die von 1961 bis 1967 zudem miteinander verheiratet waren, unterstützten Carola Williams in dieser Zeit; Gebel nahm den Namen Williams an.

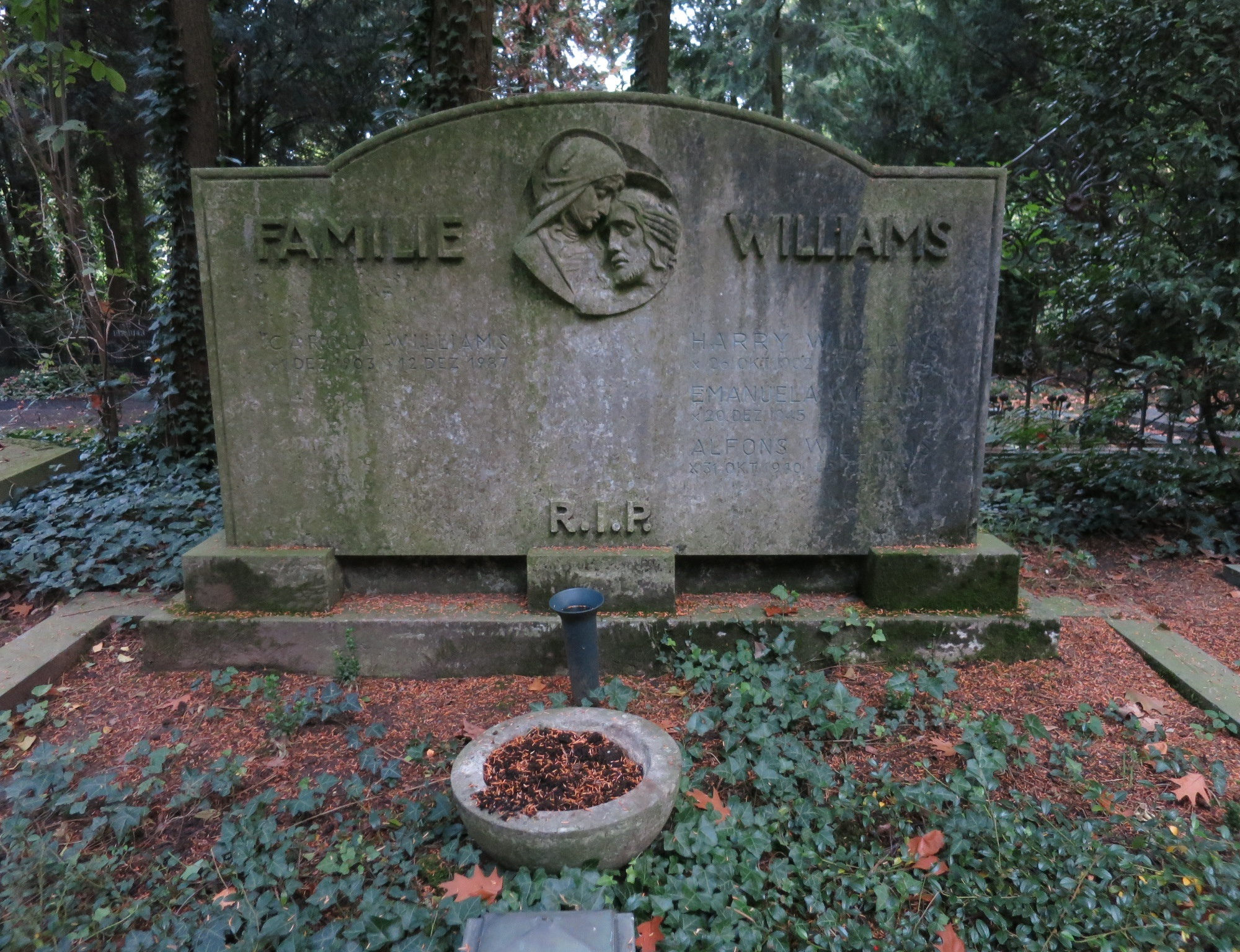
Grab der Familie Williams auf dem Melaten-Friedhof

Von 1962 bis 1966 reiste der Zirkus von Carola Williams zusammen mit spanischen Zirkussen als Spanischer National-Circus. 1962 wurde das Unternehmen vor allem wegen seiner erstklassigen Tiernummern von der Fédération Internationale du Cirque mit dem Circus Oscar als weltbestes Zirkusprogramm ausgezeichnet. Nach Abschluss der 1968er Saison wurden die Tiernummern an den US-amerikanischen Zirkus Ringling Bros. and Barnum & Bailey Circus vermietet und Artisten sowie Tiere in die USA verschifft, darunter die Tochter Jeanette, die in den USA ansässig wurde. Der Reisebetrieb in Deutschland wurde eingestellt, und Carola Williams blieb in Köln. Das ehemalige Winterquartier des Circus Williams in Köln-Mülheim wurde 1984 an Bernhard Paul verkauft und ist seit 1986 Standort des Circus Roncalli. Carola Williams starb 1987 in Köln und liegt im Familiengrab (Flur 12 in G) auf dem Melaten-Friedhof begraben. Hier sind auch ihr Ehemann Harry und die Kinder Alfons und Emanuela beigesetzt.
Carola Williams engagierte sich in Köln gesellschaftlich: „Populär und zur Grande Dame der Kölner Gesellschaft wurde Williams wegen volkstümlich nachhaltiger Gesten.“ So unterstützte sie etwa finanziell den Wiederaufbau der Kirche St. Aposteln und stellte Pferde sowie 1949 einen Elefanten für den Rosenmontagszug zur Verfügung. 1950 schenkte sie auf einer Karnevalssitzung des 1. FC Köln im Williams-Bau dem Spielertrainer der Fußballmannschaft, Hennes Weisweiler, anlässlich des zweijährigen Vereinbestehens aus Scherz einen kleinen Ziegenbock als Glücksbringer. Dieser erhielt den Namen Hennes. Er und seine Nachfolger wurden zum Maskottchen der Mannschaft, die deshalb auch „die Geißböcke“ genannt wird.
Im Dezember 2017 beschloss die Bezirksvertretung Köln-Innenstadt, den Teil des Inneren Grüngürtels (zwischen Aachener und Vogelsanger Straße), wo sich bis 1956 der Williamsbau befunden hatte, nach der Zirkusdirektorin Carola-Williams-Park zu benennen. Die Benennung wurde zum 6. Mai 2018 wirksam. (Lage des Parks)